# Dó Móvel
Denomina-se Dó móvel a técnica de solfejo melódico que se baseia no emprego dos nomes das notas musicais a partir de uma lógica intervalar, de modo que a nota a ser chamada de "Dó" dependerá do contexto escalar onde esteja aplicada.
Vários métodos de solfejo se baseiam no Dó móvel. Um dos mais conhecidos é o Método Kodály, desenvolvido por Zoltán Kodály, oriundo da Hungria e adotado ou adaptado em diversas partes do mundo.

## Funcionamento
No solfejo em Do Fixo canta-se o nome "absoluto" das notas, suprimindo os sinais de sustenido e bemol, de modo que a sequência Do-Re no solfejo tradicional pode indicar segunda menor (p. ex. Do-Reb ou Do#-Re), segunda maior (p. ex. Do-Re, Do#-Re#), segunda diminuta (p. ex. Do#-Reb, Do-Rebb) ou segunda aumentada (p. ex. Do-Re#, Dob-Re). Ou seja, no solfejo com Do fixo, uma sequência de dois nomes pode indicar quatro intervalos diversos.
Já no solfejo em Dó móvel, qualquer sequência de nomes será imediatamente associada a intervalos. Daí, Do-Re será sempre uma segunda maior, Mi-Fa será sempre uma segunda menor. Desse modo, independente da tonalidade em que se esteja, o primeiro grau de uma escala maior, por exemplo, será Dó; o segundo, Ré; o terceiro, Mi e assim por diante. Numa escala menor o La seria o primeiro grau, Si o segundo e Do o terceiro, assim por diante.
Quando se utiliza o Dó móvel, para que não se confunda os nomes dados aos graus da escala com os dados às notas "absolutas" (frequências), utiliza-se para estas os nomes alfabéticos (C, D, E, F, G, A, B, com seus sustenidos e bemóis) e para aqueles os nomes Do, Re, Mi, Fa, Sol, La, Si. A escala composta das notas F#, G#, A#, B, C#, D#, E# será, portanto, chamada Do, Re, Mi, Fa, Sol, La, Si, bem como a escala C, D, E, F, G, A, B, além de todas as outras escalas maiores.
Note-se que o sétimo grau de uma escala maior e segundo de uma escala menor é chamado de Ti, e não de Si. Nesse sistema, o que é chamado de Si é a alteração do Sol meio tom acima, isto é, a sétima maior de uma escala menor ou o quinto grau aumentado de uma escala maior.
A sequencia de notas em Do movel e' a seguinte- para escala cromatica ascendente com sustenidos: Do,Di,Re,Ri,Mi,Fa,Fi,Sol,Si,La,Li,Ti,Do... 
para escala cromatica descendente com bemois: 
Do,Ti,Te,La,Le,Sol,Se,Fa,Mi,Me,Re,Ra,Do...
Portanto,adiciona-se o "i" como terminacao do nome da nota para os sustenidos, e o "e" como terminacao para os bemois.
Há ainda diversos outros nomes dados, quando ocorrem alterações de graus na escala sem que haja modulação. Um sétimo grau de uma escala menor harmônica, por exemplo, é chamado Si; já o sétimo grau menor de uma escala maior é chamado Ta; uma terça menor utilizada numa escala maior será chamada Ma, entre outros. Esses nomes fazem compreender exatamente onde estão sendo utilizadas alterações nas escalas. Além disso, possibilitam, num nível mais avançado, a realização de solfejos de trechos atonais, por exemplo.